# Official Bootleg - Live in Australia
Official Bootleg - Live In Australia è un album dal vivo della rock band inglese Status Quo, pubblicato nel marzo del 2010.

## Il disco
Questo CD è stato messo in vendita sul posto a partire da 10 minuti dalla fine del concerto, oppure su prenotazione e spedizione per posta.

## Tracce
Disco 1
1. Intro / Caroline - 6:14 - (Rossi/Young)
2. Something 'Bout You Baby I Like - 2:17 - (R. Supa)
3. Rain - 6:06 - (Parfitt)
4. Don't Drive My Car - 3:49 - (Bown/Parfitt)
5. Mean Girl - 1:57 - (Rossi/K. Young)
6. Softer Ride - 3:52 - (Lanaster/Parfitt)
7. Beginning of the End - 5:06 - (Rossi/Edwards)
8. Hold You Back - 4:43 - (Parfitt/Rossi/Young)
9. Proposing Medley - 11:18 - (Rossi/Frost - Croszman - Parfitt/Rossi/Young - David - Gustafson/Macauley - Parfitt/Rossi)
10. Pictures of Matchstick Men - 2:30 - (Rossi)
11. Ice in the Sun - 2:12 - (Wilde/Scott)
12. The Oriental - 5:01 - (Rossi/Edwards)
13. Creeping Up on You - 4:56 - (Edwards/Parfitt)

Disco 2
1. Living On An Island - 3:22 - (Parfitt/Young)
2. In the Army Now - 4:05 - (Bolland/Bolland)
3. Drum Solo-The Killer - 2:40 - (Letley)
4. Roll Over Lay Down - 5:58 - (Coghlan/Parfitt/Lancaster/Rossi/Young)
5. Down Down - 6:05 - (Rossi/Young)
6. Whatever You Want - 5:10 - (Bown/Parfitt)
7. Rockin' All Over the World - 5:24 - (Fogerty)
8. Paper Plane - 3:43 - (Rossi/Young)
9. Juniors Wailing - 2:20 - (Pugh/White)
10. Rock 'N' Roll Music - Bye Bye Johnny - 5:39 - (Berry)

## Formazione
- Francis Rossi (chitarra solista, voce)
- Rick Parfitt (chitarra ritmica, voce)
- Andy Bown (tastiere, armonica a bocca, chitarra, cori)
- John 'Rhino' Edwards (basso, chitarra, voce)
- Matt Letley (percussioni)